# Forças Armadas Polacas
Forças Armadas da República da Polônia (Siły Zbrojne Rzeczypospolitej Polskiej, SZ RP), quase oficial Wojsko Polskie, WP (pol. Exército Polaco) são as forças armadas da Polónia. O nome é utilizado desde o século IX, embora possa ser utilizado para referir às formações ainda mais antigas. As Forças Armadas da República da Polônia consistem nos ramos do Forças Terrestres (Wojska Lądowe), da Marinha de Guerra (Marynarka Wojenna), da Forças Aéreas (Siły Powietrzne), e da Forças Especiais (Wojska Specjalne), estando os três ramos sob o comando do Ministério da Defesa Nacional (Ministerstwo Obrony Narodowej).

## História

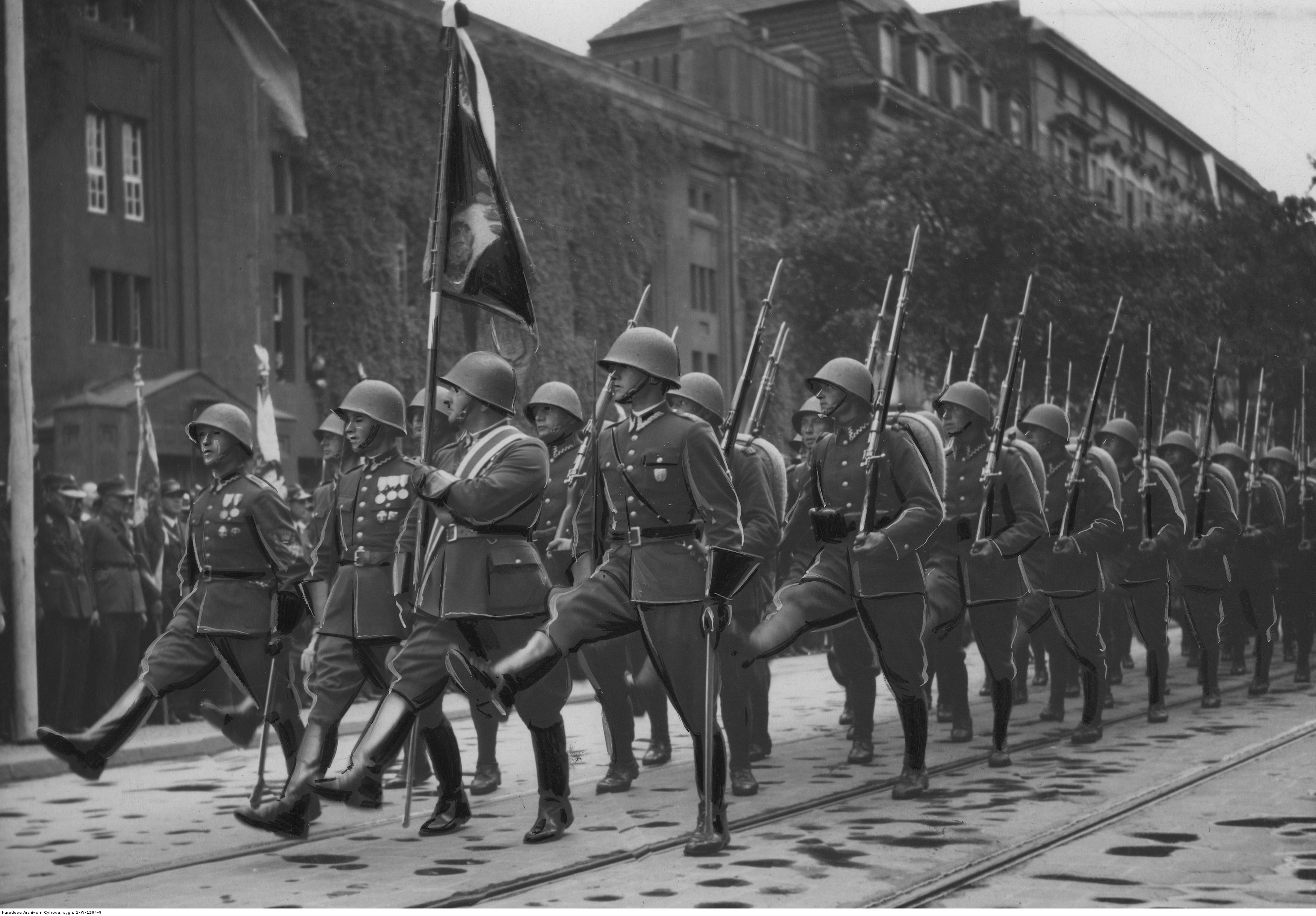
Soldados poloneses em 1938.

O moderno Wojsko foi criada em 1918, de três exércitos separados - um russo, outro austro-húngaro, e um prussiano - e equipamento deixado após o fim da Primeira Guerra Mundial. A força expandiu-se, durante a Guerra Poloca e Soviética de 1919–1920, até quase 800 mil homens, mas depois reduziu-se após o final da guerra. Durante a Segunda Guerra Mundial, a 1 de Setembro de 1939, a força tinha quase um milhão de homens, mas acabou por ser derrotada pelo ataque alemão, que foi seguido a 17 de Setembro de 1939 por um ataque soviético.
As forças armadas acabaram por se dividir em unidades de guerrilha que lutaram clandestinamente contra os ocupantes estrangeiros na Polónia. Após a guerra, a União Soviética impôs a sua própria estrutura no meio militar, acabando tal estrutura por ser trocada após a queda do comunismo. Membro da Organização do Tratado do Atlântico Norte.

## Organização
As forças armadas polacas, combinadas, consistem em 140 mil pessoas activas em adição a 450 mil em reserva. As forças armadas consistem em pessoas a efectuar um serviço militar obrigatório que servem por um período de 9 meses, e por soldados profissionais. Níveis de pessoal e de organização são os que se seguem (2004):
- Exército: 93 570 (3 Divisões Mecanizadas and 1 Divisão Blindada)
- Força Aérea: 31 147 (Corpos de Defesa Ar-Ar)
- Marinha: 15 976 (1 Frota de Batalha, 2 Brigadas de Defesa Costeira)

## Operações recentes

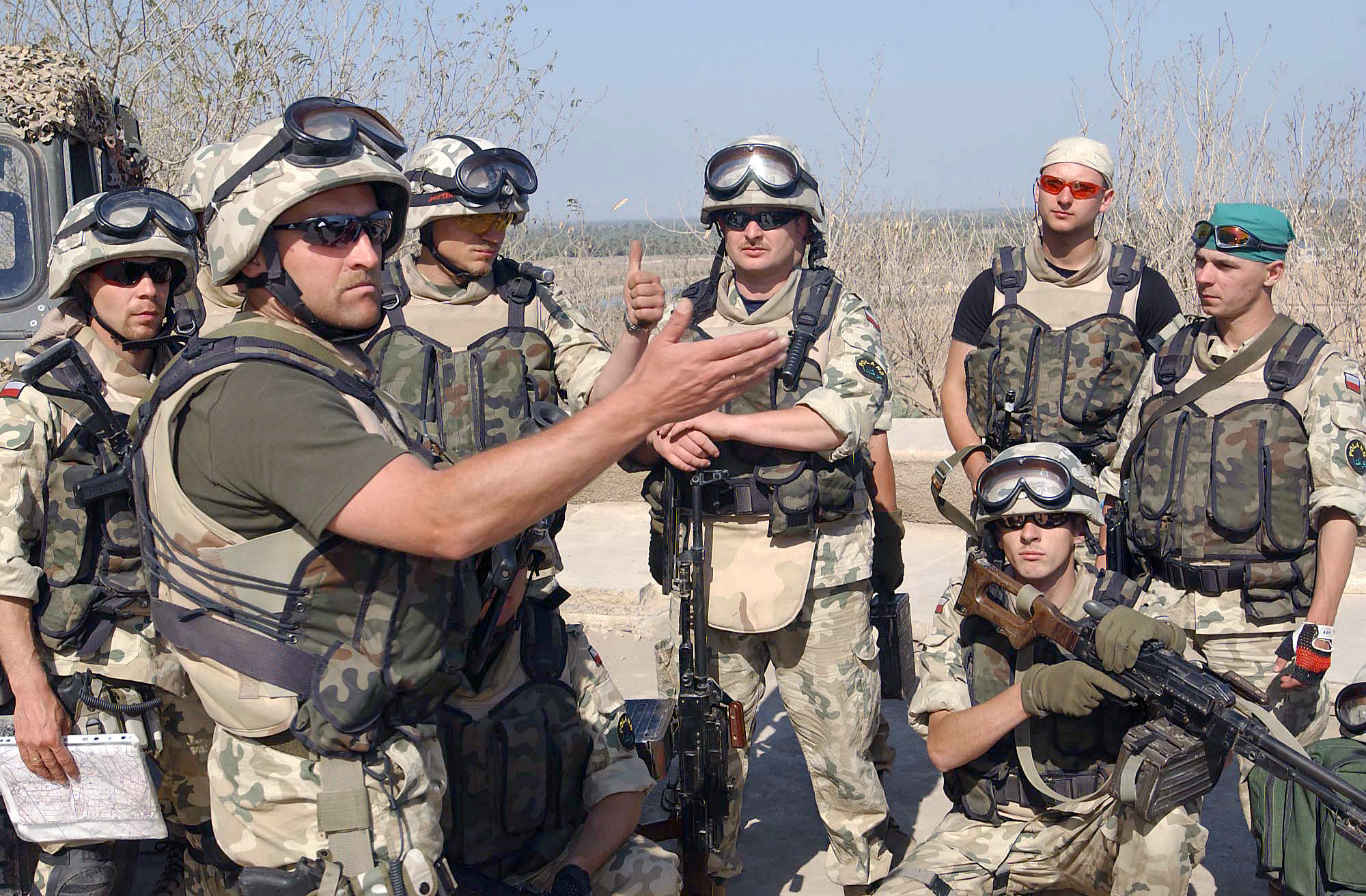
Uma patrulha polaca reunida após completar a patrulha do fim da tarde à volta do perímetro do Campo Babylon, Iraque.

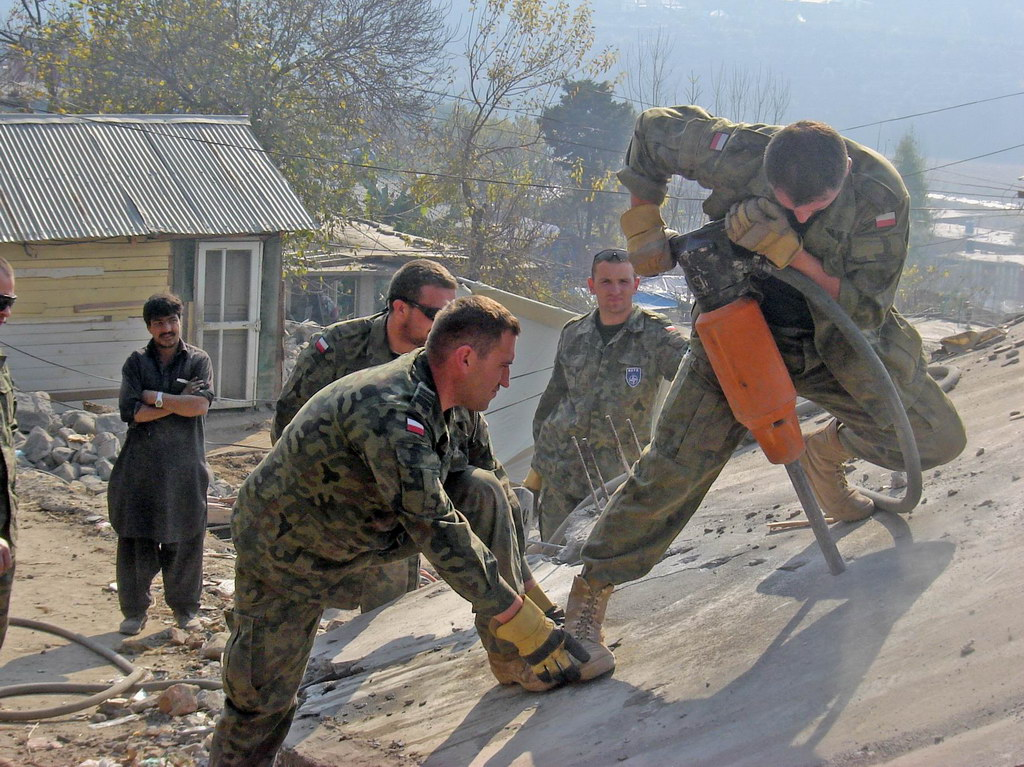
Engenheiros militares das Forças Armadas Polacas no Paquistão.

As Forças Armadas Polacas tiveram parte na invasão do Iraque de 2003, projectando 2 500 soldados no sul do país e comandando a força Multinacional composta por 17 nações no Iraque. Em adição, soldados polacos estão actualmente colocados em cinco operações separadas das Operações de Manutenção da Paz da UN (UNDOF, UNIFIL, SFOR, AFOR e KFOR) com um total aproximadamente de 2 200 tropas.
Projecção em (2004):
- Iraque: 1 500 soldados (atualmente retirados)
- Kosovo: Força Internacional do Kosovo (PMU/KFOR) – 800 soldados
- Líbano: Força Libanesa UN (PMC/UNIFIL) – 632 soldados
- Colinas de Golã, Síria: Força de Observação da UN (PMC/UNDOF) – 355 soldados
- Bálcãs: Força de Estabilização (PMU/SFOR) – 300 soldados
- Albânia: Força Internacional da Albânia (PMU/AFOR) – 140 soldados

## Ramos
O SZ RP consiste nos seguintes ramos:
- Wojska Lądowe (Forças Terrestres)
- Marynarka Wojenna (Marinha de Guerra)
- Siły Powietrzne (Forças Aéreas)
- Wojska Specjalne (Forças Especiais)